# 盧奇諾·維斯孔蒂
盧奇諾·維斯孔蒂·迪莫德罗内，洛纳泰波佐洛伯爵（義大利語：Luchino Visconti di Modrone, conte di Lonate Pozzolo，1906年11月2日—1976年3月17日），義大利電影與舞台劇導演，出生於米蘭，對於第二次世界大戰後的義大利電影有著相當重要的影響。

## 生平
維斯孔蒂出身於米蘭的名門望族維斯孔蒂家族，父親是格拉扎諾公爵朱塞佩·維斯孔蒂·迪·莫德罗内，母親是富商女兒，有六名兄弟姊妹。因母親喜愛藝術及音樂，所以維斯孔蒂自小已受良好的藝術教育，更透過家族關係認識了不少著名藝術家及音樂家，包括作家加布里埃尔·邓南遮、作曲家贾科莫·普契尼及指揮家阿图罗·托斯卡尼尼。成年後移居巴黎，認識了可可·香奈尔，更於此時左右放棄法西斯主義，轉為支持馬克思主義。
透過可可·香奈尔的介紹，維斯孔蒂得以在讓·雷諾阿1930年代中的兩部電影《東尼》及《鄉村一日》中任副導，從此進入電影界。兩片完成後，維斯孔蒂到美國一遊，期間亦曾到荷里活。維斯孔蒂回到意大利後，開始在雷諾阿的新片《托斯卡》中工作，電影卻因二戰爆發而被迫停工（電影最後由同是雷諾阿助手的卡爾·科赫完成）。其後，維斯孔蒂加入了意大利共产党。
維斯孔蒂與羅伯托·羅塞里尼一同參與了維托里奧·墨索里尼（贝尼托·墨索里尼之二子）的導演工作坊，維斯孔蒂據說就是在這兒認識费德里柯·费里尼的。其後，維斯孔蒂與贾科莫·普契尼、安东尼奥·比埃朗基里及朱塞佩·迪·聖提斯一起將占士·肯恩名著《郵差總按兩次鈴》改編成劇本，但卻找不到製片商答應投資。維斯孔蒂最後變賣了一些家傳珠寶，才籌足資金開拍此片，但電影完工後，卻受到法西斯政府的審查。幾經艱難下，維斯孔蒂的第一部電影《驚情》才得以在1943年發行，在意大利非常賣座。
其後，意大利人民雖然推翻了贝尼托·墨索里尼，但德軍仍然佔霸著意大利不少地方。維斯孔蒂不但讓他的居所成為共產黨抵抗德軍的秘密總部，自己亦有參與戰鬥。

### 私人生活
維斯孔蒂是一名同性戀者，亦從未掩飾過他的性傾向。他最後一個伴侶是奧地利演員漢密·保加。保加曾在維斯孔蒂不少的電影中演出，包括《納粹狂魔》（The Damned）及《家族的肖像》，更在《諸神的黃昏》（Ludwig）中扮演主角路德维希二世。
維斯孔蒂其他的關係包括與曾在他不少電影及歌劇中任幕後人員的法蘭高·齊費里尼。

## 作品

### 電影
- 1943年：《沉淪》，改編自占士·肯恩名著《郵差總按兩次鈴》
- 1945年：Giorni di Gloria, documentary
- 1948年：《大地震動》 La Terra trema,
- 1951年：Appunti su un fatto di cronaca, short film
- 1951年：《小美人（英语：Bellissima (1951 film)）》
- 1953年：Siamo donne , episode Anna Magnani
- 1954年：《戰國妖姬》(Senso) ()
- 1957年：《白夜》 (White Nights), 改編自費奧多爾·陀思妥耶夫斯基的《白夜》
- 1960年：《洛可兄弟》（Rocco e i suoi fratelli）
- 1961年：《三艷嬉春（英语：Boccaccio '70）》 ，改編自乔万尼·薄伽丘名著《十日談》中的 Il lavoro
- 1963年：《浩氣蓋山河》 (Il Gattopardo)
- 1965年：《北斗七星》（Vaghe stelle dell'Orsa）
- 1967年：《異鄉人》 (Lo straniero), 改編自卡繆的《異鄉人》
- 1967年：Le streghe ,  episode La strega bruciata viva
- 1969年：《納粹狂魔（英语：The Damned (1969 film)）》（La caduta degli dei）
  - 提名奧斯卡最佳原創劇本
- 1970年：Alla ricerca di Tadzio，電視電影
- 1971年：《魂斷威尼斯》，改編自托馬斯·曼的《威尼斯之死》
  - 提名英國電影學院獎最佳導演
- 1972年：《諸神的黃昏》(Ludwig)
- 1974年：《家族的肖像（英语：Conversation Piece (film)）》（Gruppo di famiglia in un interno）
- 1976年：《淸白者》(L'innocente)

### 歌劇
- La vestale by Gaspare Spontini, 1954, La Scala with Maria Callas
- La sonnambula by Vincenzo Bellini, 1955, La Scala with Maria Callas, conducted by Leonard Bernstein
- La traviata by Giuseppe Verdi, 1955, La Scala with Maria Callas, conducted by Carlo Maria Giulini
- Anna Bolena by Gaetano Donizetti, 1957, La Scala with Maria Callas
- Iphigénie en Tauride by Christoph Willibald Gluck, 1957, La Scala with Maria Callas
- Don Carlos by Giuseppe Verdi, 1958, Royal Opera House, Covent Garden
- Macbeth by Giuseppe Verdi, 1958, Spoleto Festival
- Il duca d'Alba by Gaetano Donizetti, 1959, Spoleto Festival
- Salome by Richard Strauss, 1961, Spoleto Festival
- Il diavolo in giardino by Franco Mannino with libretto by Visconti, Filippo Sanjust and Enrico Medioli, 1963, Teatro Massimo, Palermo
- La traviata by Giuseppe Verdi, 1963, Spoleto Festival
- Le nozze di Figaro by Wolfgang Amadeus Mozart, 1964, Teatro dell'Opera di Roma Rome
- Il trovatore by Giuseppe Verdi, 1964, Royal Opera House, Covent Garden (Sanjust production); Bolshoi Theatre, Moscow (Carlos Benois production)
- Don Carlos by Giuseppe Verdi, 1965, Rome Opera
- Falstaff by Giuseppe Verdi, 1966, Staatsoper, Vienna, with Dietrich Fischer-Dieskau, conducted by Leonard Bernstein
- Der Rosenkavalier by Richard Strauss, 1966, Royal Opera House, Covent Garden
- La traviata by Giuseppe Verdi, 1967, Royal Opera House, Covent Garden with Mirella Freni
- Simon Boccanegra by Giuseppe Verdi, 1969, Staatsoper, Vienna, with Eberhard Wächter, conducted by Josef Krips
- Manon Lescaut by Giacomo Puccini, 1973, Spoleto Festival, with Nancy Shade and Harry Theyard

## 外部連結
- 盧奇諾·維斯孔蒂在互联网电影资料库（IMDb）上的資料（英文）
- British Film Institute, Luchino Visconti
- David Thomson, "The decadent realist", The Guardian (London) 15 February 2003 （页面存档备份，存于）